# Tanya Frei
Tanya Frei (Berna, 31 maggio 1972) è una giocatrice di curling svizzera.

## Biografia
Partecipò all'età di 29 anni ai XIX Giochi olimpici invernali edizione disputata a Salt Lake City (Stati Uniti d'America) nel 2002, riuscendo ad ottenere la medaglia d'argento nella squadra svizzera con le connazionali Laurence Bidaud, Luzia Ebnöther, Mirjam Ott e Nadja Röthlisberger.
Nell'edizione la nazionale britannica ottenne la medaglia d'oro, la canadese quella di bronzo.